# Carlo Cipolla
Carlo M. Cipolla (n. 15 august 1922, Pavia, Lombardia, Regatul Italiei – d. 5 septembrie 2000, Pavia, Lombardia, Italia) a fost un istoric al economiei italian. Este autorul eseului Legile fundamentale ale imbecilității umane, scris în limba engleză.

## Legături externe
- Pagină de autor pe site-ul Editurii Humanitas, accesat la 17 iulie 2014